# (5510) 1988 RF7
1988 أر أف 7 (ويعرف أيضًا باسم (5510) 1988 أر أف 7 وفق تسمية الكوكب الصغير) (بالإنجليزية: 1988 RF7)‏ هو كويكب ضمن حزام الكويكبات؛ وترتيبه 5510 من حيث الاكتشاف.
اكتُشف هذا الجُرم الفلكي بواسطة هنري ديبهون في 2 سبتمبر 1988.

## وصلات خارجية
- (5510) 1988 RF7 في قاعدة بيانات مختبر الدفع النفاث لأجرام النظام الشمسي الصغيرة

- الاكتشاف · مخطط المدار ·  العناصر المدارية · المعلمات المادية

- (5510) 1988 RF7 على موقع ويكي سكاي: DSS2, SDSS, GALEX, IRAS, Hydrogen α, X-Ray, Astrophoto, Sky Map, Articles and images